# Milica Krstić

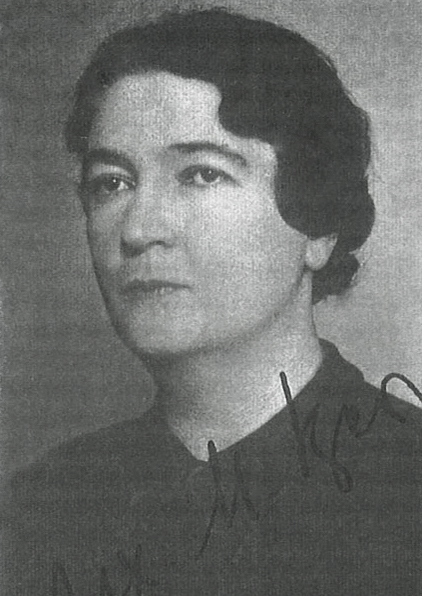
Milica Krstić

Milica Čolak-Antić Krstić (Милица Чолак-Антић Крстић; * 9. September 1887 in Kragujevac; † 9. September 1964 in Belgrad) war eine serbische und jugoslawische Architektin, die in der Zwischenkriegszeit zu den bedeutendsten des Landes gehörte. Sie ist dem Modernismus zuzurechnen. 1940 wurde sie Inspektorin im jugoslawischen Bauministerium.

## Leben und Werk
Der Vater Paul war ein Kavallerieoffizier, die Mutter Jelena eine Schwester des Malers Milan Milovanović. Nach dem Abitur am Belgrader Mädchengymnasium 1906 studierte sie Architektur an der Universität Belgrad mit dem Abschluss 1910. Sie heiratete während des Studiums den Architekten Žarko Krstić.

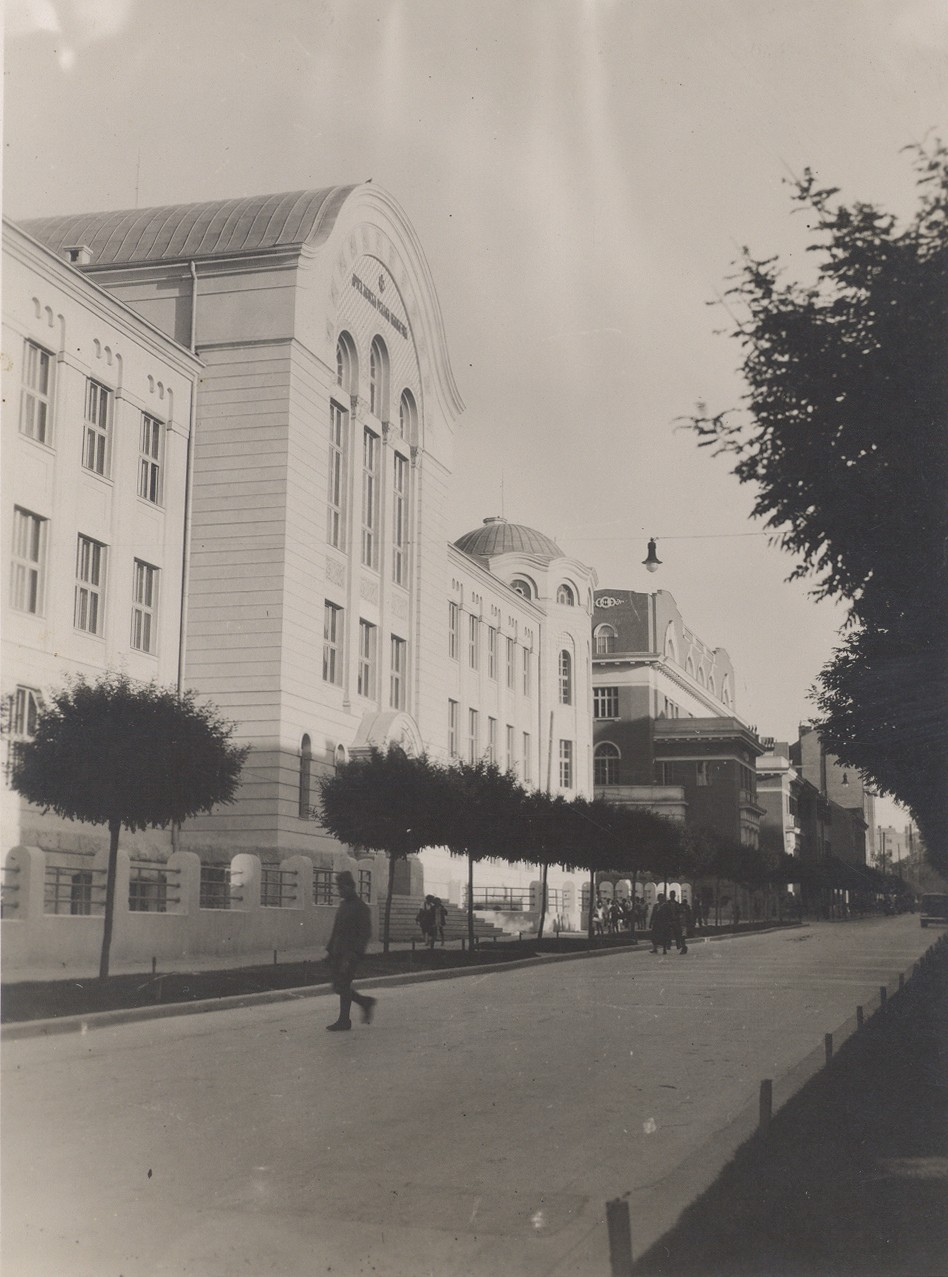
2. Mädchengymnasium in Belgrad (1932) im einfachen und modern aufgefassten serbisch-byzantinischen Stil

1915 begann sie ihre Karriere im Bauministerium. In Serbien gab es nach den Verlusten durch die Invasion im Ersten Weltkrieg einen gewaltigen Baubedarf. Ihr wurden Erziehungsbauten zugewiesen, die billig, gesund, funktional und in einer gut geplanten Umwelt liegend sein sollten. Sie begann mit Grundschulen für kleine Dörfer, die lokale Traditionen aufnahmen: Godacica (1923), Slatina (1924), Dugo Polje (1924), Gornji Matejevac (1925), Salaš Crnobarski (1926) and Viničko (1928), bevor sie Großbauten in Belgrad anging. Der erste war das Gendarmeriekommando (1931) in der Sava 14 (heute Komercijalna Bank). Dann schuf sie zwei große Schulbauten: mit neobyzantinischen Elementen das 2. Mädchengymnasium (1932) an der Kralize Natalje Straße Nr. 31 (Краљице Наталије), das sie selbst besucht hatte, heute Elektrotechnische Schule Nikola Tesla; das Erste Gymnasium Belgrad für Jungen (1936–1938) in einem Stil der Moderne. Beide gehören heute zum geschützten Kulturerbe. Auch die Botschaften für Buenos Aires und Ankara schuf sie in dieser Zeit. 1940 erreichte sie das höchste Amt in Jugoslawien in der Architektur. Am 22. November 1941 zog sie sich wegen der deutschen Besatzung Jugoslawiens ins Privatleben zurück. Sie gehörte zur jugoslawischen Sektion der Women’s International League for Peace and Freedom.
Nach dem Zweiten Weltkrieg kehrte sie nicht in die Architektur zurück, weil sie nicht für die Kommunisten arbeiten wollte. Der Ehemann starb im April 1941. Sie selbst lebte in Belgrad bis 1964. Sie erhielt zahlreiche Preise und Auszeichnungen für ihr Werk. 